# Мэйчжоу (остров)
Мэйчжо́у (кит. упр. 湄洲岛, пиньинь Méizhōu dǎo) — небольшой остров в Тайваньском проливе у берегов китайской провинции Фуцзянь, в районе городского округа Путянь, в устье залива Мэйчжоувань.

## География
Площадь острова — 14,35 км². Его северную оконечность отделяет от большой земли пролив шириной около 3 км.

## Административное деление
Административно остров Мэйчжоу и прилегающие островки составляют посёлок Мэйчжоу в составе района Сююй городского округа Путянь провинции Фуцзянь.

## Религия

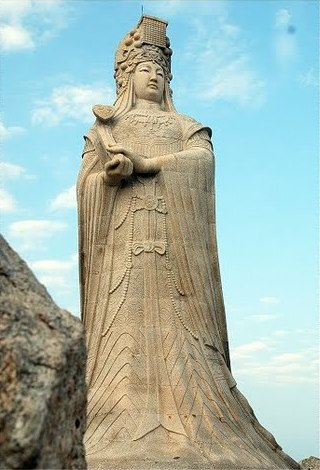
Статуя Мацзу на её родном острове

Остров Мэйчжоу — родина легендарной богини Мацзу, покровительницы китайских мореходов. Здесь находится главный храм её культа — Тянь-хоу-гун Мэйчжоу Цзумяо (天后宮湄洲祖廟), «Прародительский храм — дворец Небесной Императрицы в Мэйчжоу», по отношению к которому все остальные многочисленные храмы Мацзу по всему миру считаются «дочерними».